# Berberis jamesiana
Berberis jamesiana är en berberisväxtart som beskrevs av George Forrest och W. W. Smith. Berberis jamesiana ingår i släktet berberisar, och familjen berberisväxter. Inga underarter finns listade i Catalogue of Life.